# Villino Adriana
La Villa Adriana est l'une des villas historiques de Naples. Elle est située sur le Corso Vittorio Emanuele, vers le secteur de Mergellina. 
C’est un bel exemple de l’architecture éclectique du début du XXe siècle, très riche en frises, en demi-colonnes, en piliers et enfin comportant un précieux abri Art nouveau.